# Важинская Пристань
Ва́жинская При́стань (карел. Simaništo) — деревня в составе Святозерского сельского поселения Пряжинского национального района Республики Карелия.

## Общие сведения
Расположена на южном берегу Святозера.
Улица одна — Сигнаволокская (бывшее селение).

## История
До Октябрьской революции 1917 года входила в Святозерское общество Святозерской волости Петрозаводского уезда Олонецкой губернии.
В годы Советско-финской войны (1941—1944) территория была оккупирована. Освобождена советскими войсками летом 1944 года в ходе Свирско-Петрозаводской операции.
Указом Президиума Верховного Совета Карельской АССР от 28 октября 1957 г. к Важинской Пристани были присоединены деревни Вашково, Кара, Мельница и Сигнаволок.

## Население
| 2002 | 2010 | 2013 |
| ---- | ---- | ---- |
| 24   | ↘13  | ↘12  |

Численность населения в 1905 году составляла 194 человека.

## Известные жители, уроженцы
Крестьянин деревни Сигнаволок Гуртин Фёдор Михайлович (1896—?), герой Первой мировой войны, старший унтер-офицер, был награждён военными орденами Святого Георгия 2-й, 3-й и 4-й степени.

## Инфраструктура
Пристань.

## Транспорт
Стоит на автодороге общего пользования регионального значения «Подъезд к п. Верхние Важины» (идентификационный номер 86 ОП РЗ 86К-263).
Остановка общественного транспорта «Важинская Пристань».